# Philornis blanchardi
Philornis blanchardi är en tvåvingeart som beskrevs av Mauricio Garcia 1952. Philornis blanchardi ingår i släktet Philornis och familjen husflugor. Inga underarter finns listade i Catalogue of Life.